# Акбастау (Жамбылская область)
Акбастау (каз. Ақбастау, до 199? г. — Ясная Поляна) — аул в Жуалынском районе Жамбылской области Казахстана. Входит в состав Карасазского сельского округа. Код КАТО — 314253200.

## Население
В 1999 году население аула составляло 625 человек (324 мужчины и 301 женщина). По данным переписи 2009 года, в ауле проживало 657 человек (337 мужчин и 320 женщин).